# David Lea
David Edward Lea, baron Lea de Crondall (né le 2 novembre 1937) à Tyldesley, Lancashire) est un syndicaliste britannique et homme politique travailliste. En janvier 2020, il est suspendu du groupe de pairs travaillistes.

## Jeunesse
Il fait ses études à la Farnham Grammar School et au Christ's College de Cambridge, où il étudie l'économie.
Il rejoint le TUC en 1964 comme chargé de recherche, devient chef du département économique, puis secrétaire général adjoint de 1978 à 1999 date à laquelle il rejoint la Chambre des lords.
Pendant son séjour au TUC, il est secrétaire du Comité de liaison TUC-Parti travailliste de 1972 à 1994, membre de la Commission royale d'enquête sur la répartition des revenus et des richesses de 1974 à 1979, du Comité Delors sur les concepts économiques et sociaux dans la Communauté 1977 à 1979, la Commission Kreisky sur le chômage en Europe 1986–89, membre du groupe de travail sur les concepts économiques et sociaux dans la CEE et vice-président du TUC européen.
Nommé Officier de l'Ordre de l'Empire Britannique (OBE) dans les honneurs du Nouvel An 1978, Lea est nommé pair à vie en prenant le titre de baron Lea de Crondall, de Crondall dans le comté de Hampshire le 20 juillet 1999.
Lord Lea fait la une des journaux en avril 2013 lorsqu'il déclare publiquement que son collègue pair et ancien officier du MI6, Daphne Park lui a confié peu de temps avant sa mort que le MI6 avait joué un rôle dans l'enlèvement et le meurtre en 1961 du dirigeant congolais Patrice Lumumba.
Le 14 janvier 2020, le commissaire aux normes de la Chambre des lords publie un rapport détaillant un certain nombre de plaintes concernant le comportement de Lord Lea. Le comportement, qualifié de « harceleur » par l'un des plaignants, est considéré comme du harcèlement fondé sur l'âge et le sexe aux yeux du commissaire. À la suite de ces conclusions, Lord Lea est suspendu du groupe Labour.
Un autre rapport sur le comportement de Lord Lea est publié le 10 août 2020.